# Juvincourt-et-Damary
 Juvincourt-et-Damary  là một xã ở tỉnh Aisne, vùng Hauts-de-France thuộc miền bắc nước Pháp.